# Pedro Medina Vico
Pedro Medina Vico és un professor d'universitat (catedràtic) i Investigador espanyol. Ha realitzat una tasca investigadora i docent a les Universitats Autònoma de Madrid (Madrid, Espanya), Centre Nacional de Biologia Fonamental (Majadahonda, Espanya), Hubrecht Institute (Utrecht, Holanda), Centre Nacional d'Investigacions Oncològiques (CNIO, Madrid Espanya), la Universitat Yale (Connecticutt, Estats Units).

## Dades acadèmiques i labor investigadora
Acadèmic de la Reial Acadèmia de Medicina de Catalunya. Actualment és catedràtic de la Universitat de Granada i cap de grup del Centre d'Investigacions Genòmica i Oncològiques (GenyO). El seu treball investigador se centra en l'estudi de la biologia molecular del càncer. Va col·laborar per revelar el paper fonamental que poden tenir els microARNs en el desenvolupament tumoralen desenvolupar el primer model in vivoon l'expressió d'un ARN no codificant era capaç de generar i mantenir un fenotip tumoral, acabo denominat addicció oncogènica. Aquests resultats permeten posar en relleu la importància dels ARN no codificants en el desenvolupament de la patologia humana, cosa que fins aleshores estava especialment circumscrita als gens codificants de proteïna, i per altra banda, fonamenta el desenvolupament de teràpies antitumorals dirigides sobre microARNs oncogènics. Una altra línia de recerca en què ha treballat ha posat de manifest el paper dels remodeladors de cromatina, en el desenvolupament tumoral. Així, va col·laborar a descobrir la primera mutació somàtica del gen SMARCA4, subunitat catalíticadel complex remodelador de cromatina SWI/SNF i que aquestes mutacions aconseguien una alta freqüència en el càncer de pulmó. Aquestes troballes han fonamentat el desenvolupament de noves teràpies antitumorals de medicina de precisió basades en les alteracions del complex SWI/SNF. El seu laboratori a més va descobrir que el gen BCL7A (també pertanyent al complex SWI/SNF) estava freqüentment mutat a limfomes especialment en els llocs de tall i empalmament degut al fenomen de hipermutació somàtica, creant una de les evidències més sòlides que determinen el paper dels complexos remodeladors de cromatina a les neoplàsies hematològiques.

## Mèrits i reconeixements
- Premi a la millor trajectòria de Recerca per un científic espanyol o portuguès atorgat per la Societat Catalana de Biologia
- Premi Professors Salvador i Josep-Maria Gil Vernet de la Reial Acadèmia de Medicina de Catalunya[16]
- Young Investigator Award de la International Association for the Study of Lung Cancer